# Good Judgment Project
Le Good Judgment Project est un projet « utilisant la sagesse des foules pour prévoir les événements mondiaux »[réf. nécessaire]. 
Il a été co-créé par Philip E. Tetlock (auteur de Superforecasting et de Expert Political Judgment: How Good Is It? How Can We Know?), par la chercheuse en décision Barbara Mellers et par Don Moore, tous professeurs à l'Université de Pennsylvanie,,. 
Ce projet a participé au programme ACE (Aggregative Contingent Estimation) de l'Intelligence Advanced Research Projects Activity (IARPA) aux États-Unis,. Ces prédictions sont notées à l'aide des scores de Brier[Quoi ?]. Les meilleurs prévisionnistes du GJP seraient « 30 % meilleurs que les officiers du renseignement ayant accès à de véritables informations classifiées ».

## Historique
Ce projet a commencé en juillet 2011 en collaboration avec l'ACE. Le premier concours a commencé en septembre 2011,. GJP a été l'un des nombreux participants au tournoi ACE et est apparu à plusieurs reprises comme le gagnant du tournoi. Depuis l'été 2013, les candidats au GJP ont accès au Integrated Conflict Early Warning System (système intégré d'alerte précoce des conflits).

## Personnalités
Les co-dirigeants du GJP sont Philip E. Tetlock, Barbara Mellers et Don Moore. Le site Web répertorie au total une trentaine de membres, tels que David Budescu, Lyle Ungar, Jonathan Baron et l'entrepreneur des marchés prédictifs Emile Servan-Schreiber. Le comité consultatif était composé de Daniel Kahneman, Robert Jervis, J. Scott Armstrong, Michael Mauboussin, Carl Spetzler et Justin Wolfers. L'étude employait plusieurs milliers de personnes comme prévisionnistes bénévoles. En utilisant des tests de traits de personnalité et des méthodes de formation, les chercheurs du GJP purent sélectionner les participants avec moins de biais cognitifs que la moyenne; au fur et à mesure que le concours de prévisions se poursuivait, les chercheurs purent affiner la sélection parmi ces individus dans des groupes de superforecasters. La dernière saison du GJP a recruté un total de 260 superforecasters.

## Recherche
Une quantité importante de recherches a été menée sur la base de ce projet. Les résultats montrent que l'exploitation de statistiques, de psychologie, de formation et de divers niveaux d'interaction entre les prévisionnistes a produit de meilleures prévisions plusieurs années consécutives.

## Good Judgment Open
Une spin-off commerciale du Good Judgment Project fut lancée sur le Web en juillet 2015 sous le nom de Good Judgment Inc. Il organise depuis septembre 2015 un tournoi public de prédictions sur le site de Good Judgment Open. Comme le Good Judgment Project, Good Judgment Open adresse des questions géopolitiques et financières, mais aussi politiques, et sur le divertissement et les sports aux États-Unis[réf. nécessaire].

## Couverture médiatique
Le GJP a été discuté à plusieurs reprises dans The Economist,,. Il a été couvert par le New York Times, le Washington Post,,, et Co.Exist. La NPR diffusa une émission intitulée Donc vous pensez que vous êtes plus intelligent qu'un agent de la CIA, le 2 avril 2014. Le Financial Times publia un article sur le GJP le 5 septembre 2014. Le Washingtonian publia un article qui mentionnait le GJP le 8 janvier 2015. La BBC et le Washington Post publièrent des articles respectivement les 20, 21 et 29 janvier 2015,,.
L'Almanach de Menlo Park publia un article le 29 janvier 2015  ainsi que le Philadelphia Inquirer, Philly.com, le 4 février 2015. Le livre Wiser: Getting Beyond Groupthink to Make Groups Smarter a une section détaillant l'implication du GJP dans le tournoi organisé par l'IARPA. Psychology Today publia en ligne un court article résumant l'article de Mellers, et al., qui résume les principales conclusions du GJP,.
Le projet donna naissance à un livre de 2015 de Tetlock et co-écrit par Dan Gardner, Superforecasting - The Art and Science of Prediction, qui énonce les principales conclusions de la recherche menée avec les données du GJP. Le co-auteur Gardner avait déjà publié un livre en 2010, qui citait des recherches antérieures de Tetlock. Une critique dans l'édition imprimée du 26 septembre 2015 e The Economist discute les principaux concepts. Un article du Wall Street Journal le décrit comme : « Le livre le plus important sur la prise de décision depuis Thinking, Fast and Slow de Daniel Kahneman ». La Harvard Business Review l'associa au livre How Not to Be Wrong: The Power of Mathematical Thinking de Jordan Ellenberg. Le 30 septembre 2015, la NPR diffusa un épisode du Colin McEnroe Show centré sur le GJP et le livre Superforecasting ; les invités de l'émission étaient Tetlock, le directeur de l'IARPA Jason Matheny et la superforecaster Elaine Rich.

## Voir également
- Sagesse de la foule
- Aggregative Contingent Estimation (ACE)
- IARPA